# 第十三任博士
第十三任博士（英語：The Thirteenth Doctor）英國科幻電視劇《異世奇人》中的其中一任博士，由英國女演員朱迪·惠特克飾演，是本劇開播以來的第一位女博士。劇中博士是一位外星人時間領主，通過TARDIS穿越时空。為解決不時需要更換主演的問題，劇中引入重生這一概念，一種使博士獲得新生的能力，重生後的博士擁有全新的身體、面貌和性格特征。
朱迪·惠特克飾演的第十三博士首次出現在2017年聖誕特輯《曾有兩次》中，并開始在2018年系列11擔當主演。

## 選角

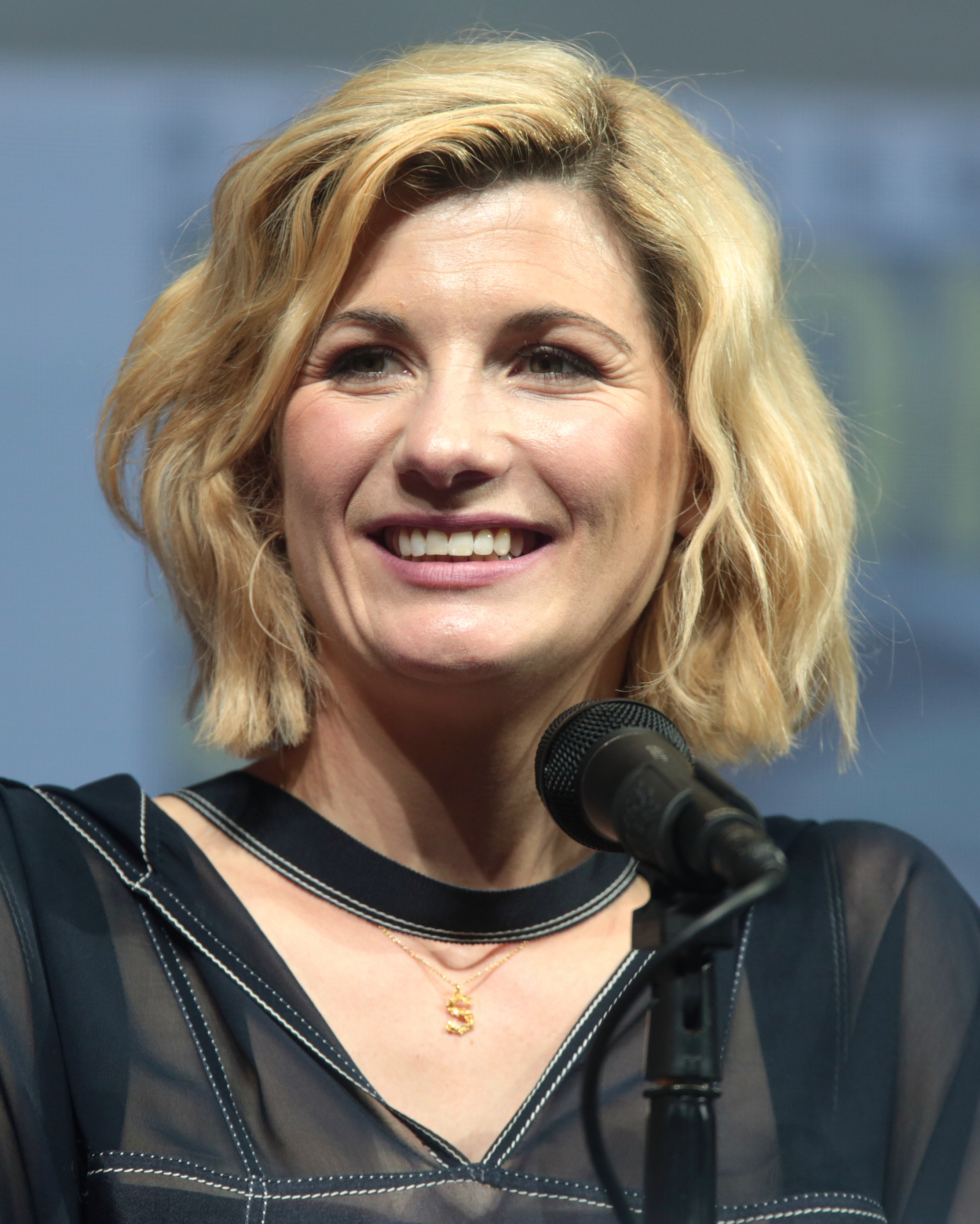
2018年7月19日，朱迪·惠特克在圣地亚哥国际漫画展宣傳《異世奇人》系列11。

2016年1月，史蒂芬·莫法特宣佈在完成系列10後離開，由克里斯·奇布諾爾接替他主理劇集。彼得·卡帕爾蒂隨後也表示系列10是他主演的最後一季。媒體和書商們紛紛猜測誰會是卡帕尔蒂的繼任者，本·威士肖、菲比·沃勒-布里奇、克里斯·马歇尔和蒂達·史雲頓的呼聲最高。

## 資料來源
1. ↑  Dowell, Ben. . 廣播時報. 2016年1月22日  [2017年7月1日]. （原始内容存档于2018-07-14） （英语）.
2. ↑  Doran, Sarah. . 廣播時報. 2017年1月30日  [2017年1月30日]. （原始内容存档于2017-01-31） （英语）.
3. ↑  Jack Shepherd. . The Independent. 2017年1月31日  [2017年2月14日]. （原始内容存档于2018-06-28） （英语）.
4. ↑  Littlejohn, Georgina. . 太陽報. 2017年2月8日  [2017年2月14日]. （原始内容存档于2018-07-27） （英语）.
5. ↑  . Den of Geek.   [2017年4月9日]. （原始内容存档于2017-04-09） （英语）.
6. ↑  Roz Laws. . Birmingham Mail. 2017年2月11日  [2017年2月14日]. （原始内容存档于2017-02-13） （英语）.
7. ↑  Rob Moran. . The Sydney Morning Herald. 2017年2月17日  [2017年2月25日]. （原始内容存档于2017-02-25） （英语）.